# Società Sportiva Dilettantistica Chieti 2009-2010
Questa pagina raccoglie le informazioni riguardanti la Società Sportiva Dilettantistica Chieti nelle competizioni ufficiali della stagione 2009-2010.

## Risultati

### Serie D

#### Poule scudetto
| 6 giugno 2010 Giornata 2 | Chieti | 1 – 1 | Gavorrano |  |

| 13 giugno 2010 Giornata 3 | Pisa | 3 – 1 | Chieti |  |